# La Famille Jackson
Cet article concerne la mini-série. Pour l'article sur la famille, voir Famille Jackson.
La Famille Jackson ou The Jacksons, un rêve américain, (The Jacksons: An American Dream) est une mini-série biographique en deux parties totalisant 240 minutes, scénarisée par Joyce Eliason, réalisée par Karen Arthur et diffusée les 15 et 18 novembre 1992 sur le réseau ABC.
Ce téléfilm est basé sur l'histoire de la famille Jackson, une des familles américaines les plus connues de l'industrie du spectacle, des débuts aux années de succès à la Motown grâce au groupe The Jackson Five.
En France, la mini-série a été diffusée en neuf épisodes de 28 minutes, sous le titre La Famille Jackson 21 décembre 1992 au 31 décembre 1992 dans l'émission Giga sur France 2. Elle est rediffusée du 16 août 1995 au 28 août 1995, toujours sur France 2.
En 2002, elle fut remastérisée et réduite en deux téléfilms de 90 minutes et diffusée sous le titre The Jacksons, un rêve américain. Elle est rediffusée le 24 juin 2012, dans le cadre de la Journée spéciale Michael Jackson, King of the Pop, sur Arte.

## Synopsis
Joe Jackson, un jeune musicien, fait la rencontre d'une jeune femme, Katherine Jackson, lors d'une fête. Dès lors, il fera en sorte de la voir le plus souvent possible tandis qu'elle repousse ses avances. Mais la jeune femme se découvre une attirance envers le musicien puis elle finira par sortir avec lui.
Plus tard, le couple ira vivre dans une maisonnette à Gary (Indiana), trop étroite pour l'épanouissement de leurs enfants.
Tandis que Joe a délaissé son avenir de musicien pour travailler à l'usine de la ville, Katherine élève ses enfants en vivant sur leurs économies.
Un soir, Joe découvre que l'un de ses enfants a joué de son instrument et le bat sous les yeux de ses frères. Il se rendra compte que ses enfants ont du potentiel pour la musique.
À cet instant, il s'engagera dans un rythme effréné afin de les faire signer dans une maison de disques. C'est ce que fera Berry Gordy de la Motown qui les guidera jusqu'au sommet de la gloire. Les Jacksons finiront surpassés par le succès qu'ils ont engendré, avec à leur tête le jeune Michael Jackson.

## Fiche technique
- Titre : La Famille Jackson
- Titre alternatif : The Jacksons, un rêve américain
- Réalisation : Joyce Eliason, Jermaine Jackson et Margaret Maldonado Jackson
- Scénario : Jermaine Jackson
- Production : Joyce Eliason, Jermaine Jackson, Margaret Maldonado Jackson et Suzanne De Passe
- Musique : Harold Wheeler
- Montage : Paul Rubell
- Pays d'origine : États-Unis
- Format : Couleurs - 2,35:1 - DTS - 35 mm
- Genre : Drame, Comédie musicale
- Durée : 4 heures
- Dates de sortie : 1992

## Distribution
Légende : premier doublage de 1992 et deuxième doublage de 2002
- Wylie Draper (VF : William Coryn et Yoann Sover) : Michael Jackson
- Alex Burral (VF : Brigitte Lecordier) : Michael Jackson à 6-8 ans
  - Jason Weaver (VF : Boris Roatta et ?) : Michael Jackson à 12 ans
- Lawrence Hilton-Jacobs (VF : Med Hondo et Thierry Desroses) : Joseph Jackson
- Angela Bassett (VF : Claude Chantal et Annie Milon) : Katherine Jackson
- Floyd Roger Myers Jr. (VF : Sophie Arthuys) : Marlon Jackson à 7-9 ans
- Terrence Howard (VF : Lionel Tua et ?) : Jackie Jackson
  - Bumper Robinson (en) (VF : Mark Lesser et ?) : Jackie Wilson
- Colin Steele (en) (VF : Mark Lesser et ?) : Jermaine Jackson
  - Jermaine Jackson II : Jermaine Jackson à 12 ans
- Vanessa Lynn Williams (VF : Sophie Arthuys et Fily Keita) : Suzanne de Passe
- Billy Dee Williams (VF : Georges Atlas) : Berry Gordy
- Ebonie Smith (arz) (VF : Sylvie Jacob et Laurence Sacquet) : La Toya Jackson
- Grady Harrell : Jackie Jackson à 12 ans
- Ángel Vargas : Tito Jackson
- Monica Calhoun (VF : Sylvie Jacob et ?) : Rebbie Jackson
- Holly Robinson Peete (VF : Françoise Pavy et Géraldine Asselin) : Diana Ross
- Elizabeth Narvaez : Dee Dee
- Monica Allison (en) (VF : Laurence Sacquet et ?) : Hazel Gordy
- Maya Nicole Johnson : Janet Jackson
- Eugene Lee (en) : Bill Bray
- Margaret Avery (VF : ? et Maik Darah) : Martha Scruse

## Autour de la série
En France, en 1993 la série est sortie en VHS chez France Télévision Distribution, en 1993. En deux parties: "naissance d'un mythe" (2h30) et "A la conquête du monde" (1h30).
À la suite de la remasterisation de la série, en 2002, certains passages originaux ont été supprimés pour que la mini-série devienne deux téléfilms d'1h30. Quant au doublage français, il a été totalement modifié. Ainsi, par exemple, Joseph Jackson, doublé par Med Hondo en 1992, a été doublé par Thierry Desroses lors du remastering de 2002. Cette version a été diffusée sur Arte mais n'a pas été commercialisée en DVD en France.